# Neolosbanus anapetus
Neolosbanus anapetus är en stekelart som beskrevs av John M. Heraty 1994. Neolosbanus anapetus ingår i släktet Neolosbanus och familjen Eucharitidae.
Artens utbredningsområde är Filippinerna. Inga underarter finns listade i Catalogue of Life.